# 雷文史各公園站
雷文史各公園站（英語：Ravenscourt Park tube station）是倫敦地鐵的一個車站，位於倫敦西部的漢默史密斯。雷文史各公園站是區域線的車站，位於倫敦第2收費區。車站有四條軌道和2個島式月台。

## 外部連結
- London Transport Museum Photographic Archive （页面存档备份，存于）
  - Ravenscourt Park station, 1890
  - View of platforms, 1921
  - Booking Hall, 1928
  - Ravenscourt Park station, 1932
  - Booking Hall, 1956
  - Ravenscourt Park station, 1956